# 圣嘉勒堂 (利物浦)
圣嘉勒堂（Church of St Clare, Liverpool）是天主教利物浦总教区的的一个堂口，位于英格兰利物浦塞夫顿公园地区的阿伦德尔大道和约克大道的转角。1952年列为I级登录建筑。它是利物浦总教区唯一一个列为I级登录建筑的天主教堂。夏布尔和波拉德认为它是“当时该国最有想象力的教堂之一”。

## 历史
教堂由棉花经纪人弗朗西斯和詹姆斯·雷诺兹兄弟建于1888-90年，耗资7,834英镑(相当于2021年的£920,000). 建筑师是伦纳德·斯托克斯，弗朗西斯·雷诺兹的教子。它被认为是斯托克斯的“第一个真正杰出的教堂设计”。该堂于1889年3月25日奠基，1890年6月3日祝圣，同年7月20日开始礼拜。